# 陳相才
陳相才（？—？），字期生，號公逊，浙江绍兴府馀姚县人。

## 生平
崇祯三年（1630年）庚午科浙江乡试举人，崇祯十三年（1640年）庚辰科進士，兵部观政，本年授同安县知县，时海禁疏，有阑人一听大帅，相才募乡勇自成一旅，相弹压洋舶不许登陆，民得无事。甲申，盗贼乘机私相部署，相才镇以无事，猝起灭之。
顺治二年，清军定江南，檄下浙东，绍兴通判张愫迎降，馀姚知县王曰俞逃去。闰六月己丑，摄篆官发馀姚闾左为驰道，众譁，故明兵部郎中孙嘉绩乘势杀摄令，乡官邵秉节、陈相才、诸生吕章成、沈之泰、邵应斗等遮拜嘉绩，里中愿從者数千人，欲推嘉績为盟主。后绍兴被清军攻破，嘉績等人從鲁王入海。